# Vaahteraliiga 2021
La Vaahteraliiga 2021 è la 42ª edizione del campionato finlandese di football americano di primo livello, organizzato dalla SAJL.
A seguito del rinvio dell'inizio del torneo il calendario è stato interamente rivisto e ridotto.

## Squadre partecipanti
| Club                     | Città         | Stadio | Sponsor ufficiale | Risultato nella stagione 2020 |
| ------------------------ | ------------- | ------ | ----------------- | ----------------------------- |
| Helsinki Roosters        | Helsinki      |        |                   |                               |
| Helsinki Wolverines      | Helsinki      |        |                   |                               |
| Kuopio Steelers          | Kuopio        |        |                   |                               |
| Porvoon Butchers         | Porvoo        |        |                   |                               |
| Seinäjoki Crocodiles     | Seinäjoki     |        |                   |                               |
| United Newland Crusaders | Hanko/Lohja   |        |                   |                               |
| Wasa Royals              | Vaasa/Kokkola |        |                   |                               |

## Stagione regolare

### Calendario

#### Prima versione

##### 1ª giornata
| Helsinki 13 maggio 2021, ore 18:30 | Helsinki Roosters | - – - | Porvoon Butchers | Velodromo di Helsinki |

| 14 maggio 2021, ore 18:30 | Wasa Royals | - – - | Seinäjoki Crocodiles |  |

| Helsinki 15 maggio 2021, ore 16:30 | Helsinki Wolverines | - – - | Kuopio Steelers | Velodromo di Helsinki |

##### 2ª giornata
| Lohja 20 maggio 2021, ore 18:30 | United Newland Crusaders | - – - | Helsinki Roosters | Harjun kenttä |

| 21 maggio 2021, ore 18:30 | Seinäjoki Crocodiles | - – - | Helsinki Wolverines |  |

| 22 maggio 2021, ore 16:30 | Wasa Royals | - – - | Kuopio Steelers |  |

##### 3ª giornata
| Lohja 27 maggio 2021, ore 18:30 | United Newland Crusaders | - – - | Helsinki Wolverines | Harjun kenttä |

| Porvoo 28 maggio 2021, ore 18:30 | Porvoon Butchers | - – - | Wasa Royals | Porvoon Keskuskenttä |

| Kuopio 29 maggio 2021, ore 16:30 | Kuopio Steelers | - – - | Seinäjoki Crocodiles | Väinölänniemen stadion |

##### 4ª giornata
| Porvoo 3 giugno 2021, ore 16:30 | Porvoon Butchers | - – - | Helsinki Wolverines | Porvoon Keskuskenttä |

| Helsinki 4 giugno 2021, ore 18:30 | Helsinki Roosters | - – - | Kuopio Steelers | Velodromo di Helsinki |

| Vaasa 6 giugno 2021, ore 16:30 | Wasa Royals | - – - | United Newland Crusaders | Kaarlen kenttä |

##### 5ª giornata
| Helsinki 10 giugno 2021, ore 18:30 | Helsinki Wolverines | - – - | Helsinki Roosters | Velodromo di Helsinki |

| 11 giugno 2021, ore 18:30 | Seinäjoki Crocodiles | - – - | United Newland Crusaders |  |

| Porvoo 12 giugno 2021, ore 15:00 | Porvoon Butchers | - – - | Kuopio Steelers | Porvoon Keskuskenttä |

##### 6ª giornata
| Helsinki 17 giugno 2021, ore 16:30 | Helsinki Roosters | - – - | Wasa Royals | Velodromo di Helsinki |

| Lohja 18 giugno 2021, ore 18:30 | United Newland Crusaders | - – - | Kuopio Steelers | Harjun kenttä |

| Porvoo 19 giugno 2021, ore 16:30 | Porvoon Butchers | - – - | Seinäjoki Crocodiles | Porvoon Keskuskenttä |

##### 7ª giornata
| Porvoo 1º luglio 2021, ore 18:30 | Porvoon Butchers | - – - | United Newland Crusaders | Porvoon Keskuskenttä |

| Helsinki 2 luglio 2021, ore 18:30 | Helsinki Roosters | - – - | Seinäjoki Crocodiles | Velodromo di Helsinki |

| Helsinki 3 luglio 2021, ore 16:30 | Helsinki Wolverines | - – - | Wasa Royals | Velodromo di Helsinki |

##### 8ª giornata
| Helsinki 8 luglio 2021, ore 18:30 | Helsinki Wolverines | - – - | Porvoon Butchers | Velodromo di Helsinki |

| Kuopio 9 luglio 2021, ore 18:30 | Kuopio Steelers | - – - | Helsinki Roosters | Väinölänniemen stadion |

| Lohja 10 luglio 2021, ore 16:30 | United Newland Crusaders | - – - | Wasa Royals | Harjun kenttä |

##### 9ª giornata
| Helsinki 15 luglio 2021, ore 18:30 | Helsinki Roosters | - – - | Helsinki Wolverines | Velodromo di Helsinki |

| Kuopio 16 luglio 2021, ore 18:30 | Kuopio Steelers | - – - | Porvoon Butchers | Väinölänniemen stadion |

| Lohja 17 luglio 2021, ore 16:30 | United Newland Crusaders | - – - | Seinäjoki Crocodiles | Harjun kenttä |

##### 10ª giornata
| Vaasa 22 luglio 2021, ore 18:30 | Wasa Royals | - – - | Helsinki Roosters | Kaarlen kenttä |

| Kuopio 23 luglio 2021, ore 18:30 | Kuopio Steelers | - – - | United Newland Crusaders | Väinölänniemen stadion |

| 24 luglio 2021, ore 16:30 | Seinäjoki Crocodiles | - – - | Porvoon Butchers |  |

##### 11ª giornata
| Lohja 29 luglio 2021, ore 18:30 | United Newland Crusaders | - – - | Porvoon Butchers | Harjun kenttä |

| 30 luglio 2021, ore 18:30 | Seinäjoki Crocodiles | - – - | Helsinki Roosters |  |

| Vaasa 31 luglio 2021, ore 16:30 | Wasa Royals | - – - | Helsinki Wolverines | Kaarlen kenttä |

##### 12ª giornata
| Helsinki 12 agosto 2021, ore 18:30 | Helsinki Wolverines | - – - | United Newland Crusaders | Velodromo di Helsinki |

| Vaasa 13 agosto 2021, ore 18:30 | Wasa Royals | - – - | Porvoon Butchers | Kaarlen kenttä |

| 14 agosto 2021, ore 16:30 | Seinäjoki Crocodiles | - – - | Kuopio Steelers |  |

##### 13ª giornata
| Helsinki 19 agosto 2021, ore 17:30 | Helsinki Roosters | - – - | United Newland Crusaders | Velodromo di Helsinki |

| Helsinki 20 agosto 2021, ore 17:30 | Helsinki Wolverines | - – - | Seinäjoki Crocodiles | Velodromo di Helsinki |

| Kuopio 21 agosto 2021, ore 16:30 | Kuopio Steelers | - – - | Wasa Royals | Väinölänniemen stadion |

##### 14ª giornata
| Porvoo 26 agosto 2021, ore 18:30 | Porvoon Butchers | - – - | Helsinki Roosters | Porvoon Keskuskenttä |

| 27 agosto 2021, ore 18:30 | Seinäjoki Crocodiles | - – - | Wasa Royals |  |

| Kuopio 8 agosto 2021, ore 16:30 | Kuopio Steelers | - – - | Helsinki Wolverines | Väinölänniemen stadion |

#### Seconda versione

##### 1ª giornata
| Porvoo 12 giugno 2021, ore 15:00 | Porvoon Butchers | 14 – 6 (0-0 7-6 0-0 7-0) referto | Helsinki Wolverines | Porvoon Keskuskenttä (738 spett.)\| Arbitro: \| M. Makarainen \| |
| Arbitro:                         | M. Makarainen    |                                  |                     |                                                                  |

##### 2ª giornata
| Helsinki 17 giugno 2021, ore 18:30 | Helsinki Roosters | 28 – 22 (7-00 7-0 14-0 0-22) referto | Helsinki Wolverines | Velodromo di Helsinki (658 spett.)\| Arbitro: \| M. Makarainen \| |
| Arbitro:                           | M. Makarainen     |                                      |                     |                                                                   |

| Lohja 18 giugno 2021, ore 18:30 | United Newland Crusaders | 27 – 34 (d.t.s.) (6-7 14-6 7-7 0-7 0-7) referto | Porvoon Butchers | Harjun kenttä (517 spett.)\| Arbitro: \| V. Lamminsalo \| |
| Arbitro:                        | V. Lamminsalo            |                                                 |                  |                                                           |

| Vaasa 19 giugno 2021, ore 16:30 | Wasa Royals | 3 – 35 (0-7 3-21 0-0 0-7) referto | Kuopio Steelers | Kaarlen kenttä (231 spett.)\| Arbitro: \| J. Seppelin \| |
| Arbitro:                        | J. Seppelin |                                   |                 |                                                          |

##### Recuperi 1
| Seinäjoki 28 giugno 2021, ore 18:30 | Seinäjoki Crocodiles | 33 – 0 (7-0 7-0 6-0 13-0) referto | Wasa Royals | Jouppilanvuoren tekonurmi (728 spett.)\| Arbitro: \| V. Lamminsalo \| |
| Arbitro:                            | V. Lamminsalo        |                                   |             |                                                                       |

##### 3ª giornata
| Porvoo 1º luglio 2021, ore 18:30 | Porvoon Butchers | 14 – 42 (0-7 0-21 7-0 7-14) referto | Helsinki Roosters | Porvoon Keskuskenttä (329 spett.)\| Arbitro: \| V. Lamminsalo \| |
| Arbitro:                         | V. Lamminsalo    |                                     |                   |                                                                  |

| Helsinki 2 luglio 2021, ore 18:30 | Helsinki Wolverines | 27 – 22 (0-0 8-8 6-8 13-6) referto | United Newland Crusaders | Velodromo di Helsinki (456 spett.)\| Arbitro: \| J. Seppelin \| |
| Arbitro:                          | J. Seppelin         |                                    |                          |                                                                 |

| Kuopio 3 luglio 2021, ore 16:30 | Kuopio Steelers | 38 – 24 (10-0 7-6 7-18 14-0) referto | Seinäjoki Crocodiles | Väinölänniemen stadion (519 spett.)\| Arbitro: \| V. Lamminsalo \| |
| Arbitro:                        | V. Lamminsalo   |                                      |                      |                                                                    |

##### 4ª giornata
| Helsinki 8 luglio 2021, ore 18:32 | Helsinki Roosters | 39 – 35 (12-8 7-13 6-14 14-0) referto | Porvoon Butchers | Velodromo di Helsinki (510 spett.)\| Arbitro: \| J. Seppelin \| |
| Arbitro:                          | J. Seppelin       |                                       |                  |                                                                 |

| Seinäjoki 9 luglio 2021, ore 18:30 | Seinäjoki Crocodiles | 35 – 13 (0-0 14-0 7-13 14-0) referto | Helsinki Wolverines | Jouppilanvuoren tekonurmi (553 spett.)\| Arbitro: \| V. Lamminsalo \| |
| Arbitro:                           | V. Lamminsalo        |                                      |                     |                                                                       |

| Vaasa 10 luglio 2021, ore 16:32 | Wasa Royals   | 7 – 49 (7-21 0-14 0-7 0-7) referto | Kuopio Steelers | Kaarlen kenttä (258 spett.)\| Arbitro: \| V. Lamminsalo \| |
| Arbitro:                        | V. Lamminsalo |                                    |                 |                                                            |

##### 5ª giornata
| Lohja 15 luglio 2021, ore 18:30 | United Newland Crusaders | 6 – 57 (6-15 0-21 0-14 0-7) referto | Helsinki Roosters | Harjun kenttä (497 spett.)\| Arbitro: \| V. Lamminsalo \| |
| Arbitro:                        | V. Lamminsalo            |                                     |                   |                                                           |

| Vaasa 16 luglio 2021, ore 18:30 | Wasa Royals | 15 – 13 (8-0 0-0 0-6 7-7) referto | Seinäjoki Crocodiles | Kaarlen kenttä (445 spett.)\| Arbitro: \| J. Seppelin \| |
| Arbitro:                        | J. Seppelin |                                   |                      |                                                          |

| Kuopio 17 luglio 2021, ore 16:30 | Kuopio Steelers | 44 – 6 (14-0 14-6 9-0 7-0) referto | Helsinki Wolverines | Väinölänniemen stadion (592 spett.)\| Arbitro: \| H. Toijala \| |
| Arbitro:                         | H. Toijala      |                                    |                     |                                                                 |

##### 6ª giornata
| Vaasa 23 luglio 2021, ore 18:30 | Wasa Royals | 27 – 49 (0-27 13-13 7-9 7-0) referto | Porvoon Butchers | Kaarlen kenttä (314 spett.)\| Arbitro: \| M. Immonen \| |
| Arbitro:                        | M. Immonen  |                                      |                  |                                                         |

| Kuopio 24 luglio 2021, ore 16:30 | Kuopio Steelers | 31 – 13 (0-7 17-0 7-0 7-6) referto | Seinäjoki Crocodiles | Väinölänniemen stadion (403 spett.)\| Arbitro: \| J. Seppelin \| |
| Arbitro:                         | J. Seppelin     |                                    |                      |                                                                  |

| Helsinki 25 luglio 2021, ore 18:30 | Helsinki Wolverines | 14 – 6 (7-0 0-0 0-0 7-6) referto | United Newland Crusaders | Velodromo di Helsinki (349 spett.)\| Arbitro: \| J. Seppelin \| |
| Arbitro:                           | J. Seppelin         |                                  |                          |                                                                 |

##### 7ª giornata
| Helsinki 30 luglio 2021, ore 18:30 | Helsinki Roosters | 32 – 35 (12-7 6-7 7-14 7-7) referto | Kuopio Steelers | Velodromo di Helsinki (555 spett.)\| Arbitro: \| J. Seppelin \| |
| Arbitro:                           | J. Seppelin       |                                     |                 |                                                                 |

| Seinäjoki 31 luglio 2021, ore 16:30 | Seinäjoki Crocodiles | 32 – 25 (0-0 10-6 14-12 8-7) referto | United Newland Crusaders | Jouppilanvuoren tekonurmi (478 spett.)\| Arbitro: \| V. Lamminsalo \| |
| Arbitro:                            | V. Lamminsalo        |                                      |                          |                                                                       |

| Helsinki 1º agosto 2021, ore 16:30 | Helsinki Wolverines | 26 – 20 (d.t.s.) (0-0 6-0 14-7 0-13 6-0) referto | Wasa Royals | Velodromo di Helsinki (122 spett.)\| Arbitro: \| J. Seppelin \| |
| Arbitro:                           | J. Seppelin         |                                                  |             |                                                                 |

##### 8ª giornata
| Helsinki 12 agosto 2021, ore 18:30 | Helsinki Wolverines | 8 – 42 (8-14 0-14 0-14 0-0) referto | Helsinki Roosters | Velodromo di Helsinki (232 spett.)\| Arbitro: \| M. Makarainen \| |
| Arbitro:                           | M. Makarainen       |                                     |                   |                                                                   |

| Lohja 13 agosto 2021, ore 18:30 | United Newland Crusaders | 28 – 24 (9-7 6-7 7-7 6-3) referto | Wasa Royals | Harjun kenttä (327 spett.)\| Arbitro: \| H. Toijala \| |
| Arbitro:                        | H. Toijala               |                                   |             |                                                        |

| Kuopio 14 agosto 2021, ore 16:30 | Kuopio Steelers | 51 – 0 (10-0 17-0 10-0 14-0) referto | Porvoon Butchers | Väinölänniemen stadion (351 spett.)\| Arbitro: \| J. Seppelin \| |
| Arbitro:                         | J. Seppelin     |                                      |                  |                                                                  |

##### 9ª giornata
| Helsinki 19 agosto 2021, ore 17:30 | Helsinki Roosters | 28 – 0 (0-0 7-0 7-0 14-0) referto | Wasa Royals | Velodromo di Helsinki (328 spett.)\| Arbitro: \| V. Lamminsalo \| |
| Arbitro:                           | V. Lamminsalo     |                                   |             |                                                                   |

| Porvoo 21 agosto 2021, ore 16:30 | Porvoon Butchers | 47 – 14 (7-0 7-0 26-7 7-7) referto | Seinäjoki Crocodiles | Porvoon Keskuskenttä (201 spett.)\| Arbitro: \| V. Lamminsalo \| |
| Arbitro:                         | V. Lamminsalo    |                                    |                      |                                                                  |

| Hanko 22 agosto 2021, ore 15:30 | United Newland Crusaders | 58 – 50 (22-0 6-7 14-14 16-29) referto | Kuopio Steelers | Ruukki Arena (162 spett.)\| Arbitro: \| V. Lamminsalo \| |
| Arbitro:                        | V. Lamminsalo            |                                        |                 |                                                          |

##### 10ª giornata
| Porvoo 27 agosto 2021, ore 17:30 | Porvoon Butchers | 20 – 12 (0-6 7-6 6-0 7-0) referto | United Newland Crusaders | Porvoon Keskuskenttä (166 spett.)\| Arbitro: \| V. Lamminsalo \| |
| Arbitro:                         | V. Lamminsalo    |                                   |                          |                                                                  |

| Seinäjoki 28 agosto 2021, ore 16:30 | Seinäjoki Crocodiles | 44 – 22 (7-7 7-7 20-0 10-8) referto | Helsinki Roosters | Seinäjoen Keskuskenttä (448 spett.)\| Arbitro: \| J. Seppelin \| |
| Arbitro:                            | J. Seppelin          |                                     |                   |                                                                  |

### Classifica
La classifica della regular season è la seguente:
- PCT = percentuale di vittorie, G = partite giocate, V = partite vinte,  P = partite perse, PF = punti fatti, PS = punti subiti

| Pos. | Squadra                  | PCT  | G | V | N | P | PF  | PS  |
| ---- | ------------------------ | ---- | - | - | - | - | --- | --- |
| 1    | Kuopio Steelers          | .875 | 8 | 7 | 0 | 1 | 333 | 143 |
| 2    | Helsinki Roosters        | .750 | 8 | 6 | 0 | 2 | 290 | 164 |
| 3    | Porvoon Butchers         | .625 | 8 | 5 | 0 | 3 | 213 | 218 |
| 4    | Seinäjoki Crocodiles     | .500 | 8 | 4 | 0 | 4 | 208 | 191 |
| 5    | Helsinki Wolverines      | .375 | 8 | 3 | 0 | 5 | 122 | 211 |
| 6    | United Newland Crusaders | .250 | 8 | 2 | 0 | 6 | 184 | 258 |
| 7    | Wasa Royals              | .125 | 8 | 1 | 0 | 7 | 96  | 261 |

## Playoff

### Tabellone
|  | Semifinali | Semifinali           | Semifinali |                   |   | XLII Vaahterahmalja | XLII Vaahterahmalja | XLII Vaahterahmalja |  |
|  |            |                      |            |                   |   |                     |                     |                     |  |
|  | 1          | Kuopio Steelers      | 52         |                   |   |                     |                     |                     |  |
|  | 1          | Kuopio Steelers      | 52         |                   |   |                     |                     |                     |  |
|  | 4          | Seinäjoki Crocodiles | 14         |                   |   |                     |                     |                     |  |
|  | 4          | Seinäjoki Crocodiles | 14         |                   | 1 | Kuopio Steelers     | 14                  |                     |  |
|  |            |                      |            |                   | 1 | Kuopio Steelers     | 14                  |                     |  |
|  |            |                      | 2          | Helsinki Roosters | 0 |                     |                     |                     |  |
|  | 2          | Helsinki Roosters    | 2          | Helsinki Roosters | 0 | 49                  |                     |                     |  |
|  | 2          | Helsinki Roosters    |            |                   |   |                     |                     |                     |  |
|  | 3          | Porvoon Butchers     | 7          |                   |   |                     |                     |                     |  |

### Semifinali
| Kuopio 3 settembre 2021, ore 18:30 | Kuopio Steelers | 52 – 14 (14-0 14-7 7-0 17-7) referto | Seinäjoki Crocodiles | Väinölänniemen stadion (491 spett.)\| Arbitro: \| V. Lamminsalo \| |
| Arbitro:                           | V. Lamminsalo   |                                      |                      |                                                                    |

| Helsinki 4 settembre 2021, ore 18:30 | Helsinki Roosters | 49 – 7 (7-0 14-0 14-7 14-0) referto | Porvoon Butchers | Velodromo di Helsinki (375 spett.)\| Arbitro: \| J. Seppelin \| |
| Arbitro:                             | J. Seppelin       |                                     |                  |                                                                 |

### XLII Vaahteramalja
| Arbitri: | J. Seppelin J. Karppinen R.-V. Suojanen J. Kalliokoski H. Toijala M. Makarainen J. Holmberg |

| |           |  |
| Wright 11':11" Q2 (TD) 2yd run Ojainväli Q2 (pat) H. Harju 0':00" Q3 (TD) 19yd pass from Bradley Ojainväli Q3 (pat) | Marcatori |  |

## Verdetti
- Kuopio Steelers Campioni della Finlandia 2021

## Marcatori
| Giocatore    | Sq.                                           | TD rush | TD recv | TD int | TD p.ret | TD k.ret | TD oth | Xp1  | Xp2 | FG  | Saf | Totale |
| ------------ | --------------------------------------------- | ------- | ------- | ------ | -------- | -------- | ------ | ---- | --- | --- | --- | ------ |
| Reasnover    | Kuopio Steelers                               | 15+4    | 2+0     | 0+0    | 0+0      | 0+0      | 0+0    | 0+0  | 1+0 | 0+0 | 0+0 | 128    |
| Powell       | Seinäjoki Crocodiles                          | 12+2    | 3+0     | 0+0    | 0+0      | 1+0      | 0+0    | 0+0  | 1+0 | 0+0 | 0+0 | 110    |
| K. Harris    | United Newland Crusaders                      | 11      | 3       | 0      | 0        | 0        | 0      | 0    | 1   | 0   | 0   | 86     |
| Wright       | Kuopio Steelers                               | 9+2     | 0+0     | 1+0    | 0+0      | 0+0      | 0+0    | 0+0  | 0+0 | 0+0 | 0+0 | 72     |
| Kyei         | Helsinki Roosters                             | 2+0     | 6+1     | 0+0    | 0+0      | 0+0      | 0+1    | 0+0  | 1+0 | 0+0 | 0+0 | 62     |
| Ojainväli    | Kuopio Steelers                               | 0+0     | 0+0     | 1+0    | 0+0      | 0+0      | 0+0    | 37+2 | 0+0 | 6+0 | 0+0 | 63     |
| 3 giocatori  | 48                                            |         |         |        |          |          |        |      |     |     |     |        |
| Seppänen     | Porvoon Butchers                              | 0+0     | 4+1     | 0+0    | 0+0      | 0+0      | 0+0    | 15+0 | 0+0 | 0+0 | 0+0 | 45     |
| C. Johnson   | Helsinki Wolverines/ United Newland Crusaders | 2       | 5       | 0      | 0        | 0        | 0      | 0    | 1   | 0   | 0   | 44     |
| Alexandre    | Kuopio Steelers                               | 0+0     | 2+2     | 0+0    | 0+0      | 0+0      | 0+0    | 6+7  | 0+0 | 0+1 | 0+0 | 40     |
| Niskanen     | Helsinki Roosters                             | 0+0     | 0+0     | 0+0    | 0+0      | 0+0      | 0+0    | 32+7 | 0+0 | 0+0 | 0+0 | 39     |
| 2 giocatori  | 36                                            |         |         |        |          |          |        |      |     |     |     |        |
| 2 giocatori  | 30                                            |         |         |        |          |          |        |      |     |     |     |        |
| 2 giocatori  | 26                                            |         |         |        |          |          |        |      |     |     |     |        |
| 7 giocatori  | 24                                            |         |         |        |          |          |        |      |     |     |     |        |
| 5 giocatori  | 18                                            |         |         |        |          |          |        |      |     |     |     |        |
| M. Pylkkonen | Wasa Royals                                   | 0       | 0       | 0      | 0        | 0        | 0      | 10   | 0   | 2   | 0   | 16     |
| 3 giocatori  | 14                                            |         |         |        |          |          |        |      |     |     |     |        |
| 7 giocatori  | 12                                            |         |         |        |          |          |        |      |     |     |     |        |
| V. Kurvinen  | Porvoon Butchers                              | 0       | 0       | 1      | 0        | 0        | 0      | 0    | 0   | 1   | 0   | 9      |
| I. Ikaheimo  | Porvoon Butchers                              | 0+0     | 0+0     | 0+0    | 0+0      | 0+0      | 0+0    | 7+1  | 0+0 | 0+0 | 0+0 | 8      |
| 21 giocatori | 6                                             |         |         |        |          |          |        |      |     |     |     |        |
| J. Alakoski  | Helsinki Wolverines                           | 0       | 0       | 0      | 0        | 0        | 0      | 1    | 2   | 0   | 0   | 5      |
| 2 giocatori  | 4                                             |         |         |        |          |          |        |      |     |     |     |        |
| P. Nguyen    | Helsinki Wolverines                           | 0       | 0       | 0      | 0        | 0        | 0      | 3    | 0   | 0   | 0   | 3      |
| 5 giocatori  | 2                                             |         |         |        |          |          |        |      |     |     |     |        |

- Miglior marcatore della stagione regolare: Reasnover ( Kuopio Steelers), 104
- Miglior marcatore dei playoff: Reasnover ( Kuopio Steelers), 24
- Miglior marcatore della stagione: Reasnover ( Kuopio Steelers), 128

## Passer rating
La classifica tiene in considerazione soltanto i quarterback con almeno 10 lanci effettuati.
| Giocatore   | Sq.                                           | G   | Att    | Comp   | Int | Yds      | TD   | NFL    | NCAA   |
| ----------- | --------------------------------------------- | --- | ------ | ------ | --- | -------- | ---- | ------ | ------ |
| Whitehead   | Seinäjoki Crocodiles                          | 2   | 26     | 20     | 0   | 223      | 5    | 141,51 | 212,43 |
| Bradley     | Kuopio Steelers                               | 8+2 | 186+35 | 114+18 | 6+0 | 1542+292 | 13+3 | 99,26  | 147,90 |
| Kadmiry     | Helsinki Roosters                             | 7+2 | 206+51 | 126+25 | 6+2 | 1683+261 | 21+1 | 98,13  | 144,32 |
| R. Johnson  | United Newland Crusaders                      | 8   | 284    | 170    | 12  | 2191     | 19   | 88,81  | 138,29 |
| Harris      | Porvoon Butchers                              | 8+1 | 209+29 | 121+14 | 5+3 | 1517+174 | 14+1 | 85,96  | 130,48 |
| Greenlee    | Seinäjoki Crocodiles                          | 2+1 | 48+17  | 28+4   | 2+0 | 398+24   | 4+0  | 77,85  | 117,92 |
| Väänänen    | Helsinki Roosters                             | 2   | 33     | 16     | 1   | 227      | 1    | 68,62  | 110,21 |
| Gwinner     | Wasa Royals                                   | 8   | 196    | 98     | 10  | 1158     | 9    | 62,41  | 104,58 |
| Urjansson   | Helsinki Roosters                             | 3+1 | 20+3   | 7+2    | 0+0 | 91+41    | 0+1  | 73,10  | 101,69 |
| J. Williams | Helsinki Wolverines                           | 4   | 94     | 47     | 4   | 470      | 2    | 53,95  | 90,51  |
| C. Johnson  | Helsinki Wolverines/ United Newland Crusaders | 4   | 114    | 47     | 3   | 536      | 3    | 53,84  | 84,14  |
| A. Aalto    | Seinäjoki Crocodiles                          | 3   | 28     | 12     | 3   | 123      | 1    | 28,42  | 70,11  |
| Robitaille  | Seinäjoki Crocodiles                          | 4   | 39     | 9      | 1   | 123      | 1    | 38,90  | 52,90  |

- Miglior QB della stagione regolare: Whitehead ( Seinäjoki Crocodiles), 212,43
- Miglior QB dei playoff: Bradley ( Kuopio Steelers), 149,79
- Miglior QB della stagione: Whitehead ( Seinäjoki Crocodiles), 212,43